# Colegio Teresiano
Colegio Teresiano (španělsky El Colegio Teresiano nebo Colegio de las Teresianas, katalánsky Col·legi de les Teresianes) je škola Společnosti svaté Terezie od Ježíše (španělsky Compañía de Santa Teresa de Jesús) v Barceloně, zbudovaná v novogotickém stylu architektem Antoni Gaudím v letech 1888–1890.

## Historie
Školu nechal postavit svatý Enrique de Ossó y Cervelló pro Společnost svaté Terezie od Ježíše, kterou založil v roce 1876. Cílem společnosti byla výchova mládeže a vyučování náboženství. Stavět začal architekt Joan Baptista Pons i Trabal. V roce 1888 ale de Ossó svěřil stavbu Antonimu Gaudímu. V té době již byly hotovy základy budovy, z nichž musel Gaudí vycházet. Dalším omezením, kterému se musel podrobit, byl požadavek na úspornost nákladů na stavbu. Gaudí se dostal několikrát do sporu se stavebníkem kvůli nákladům na stavební materiál.
Budova je první stavbou Gaudího neogotického tvůrčího období, do kterého patří i následující stavby Biskupský palác v Astorze, Casa Botines, věž Bellesguard nebo Güellovy vinné sklepy. Pro konstrukci budovy použil klenební pasy parabolického tvaru. Jsou v konstrukci chodeb, centrálních hal i – ve zjednodušené podobě – u oken vyšších podlaží.
Po celé stavbě jsou symbolicky rozptýleny iniciály Ježíše Krista a svaté Terezie, a to buď na ocelových mřížích, nebo ve zdivu.

## Galerie

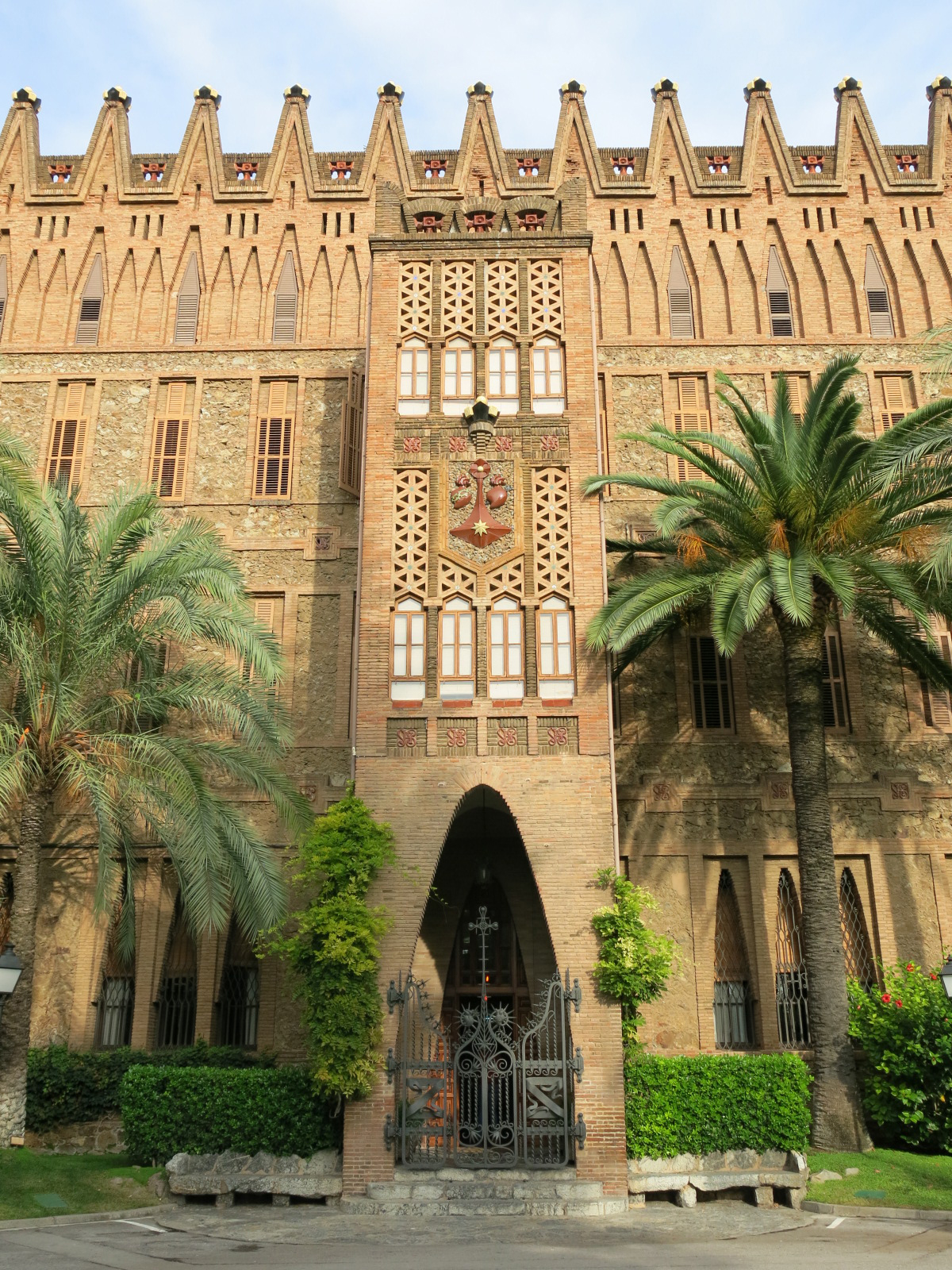
Hlavní průčelí
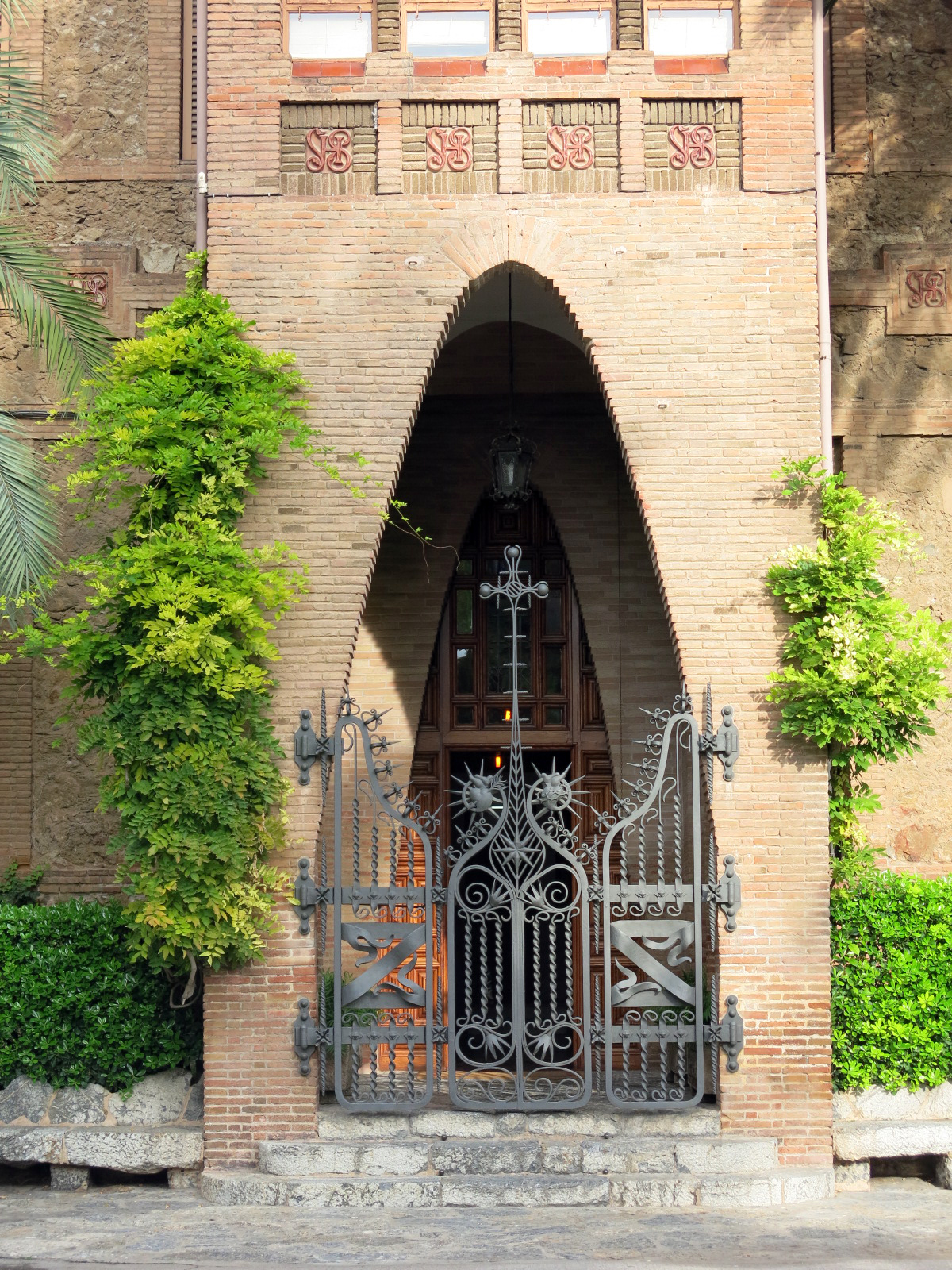
Vstupní portál
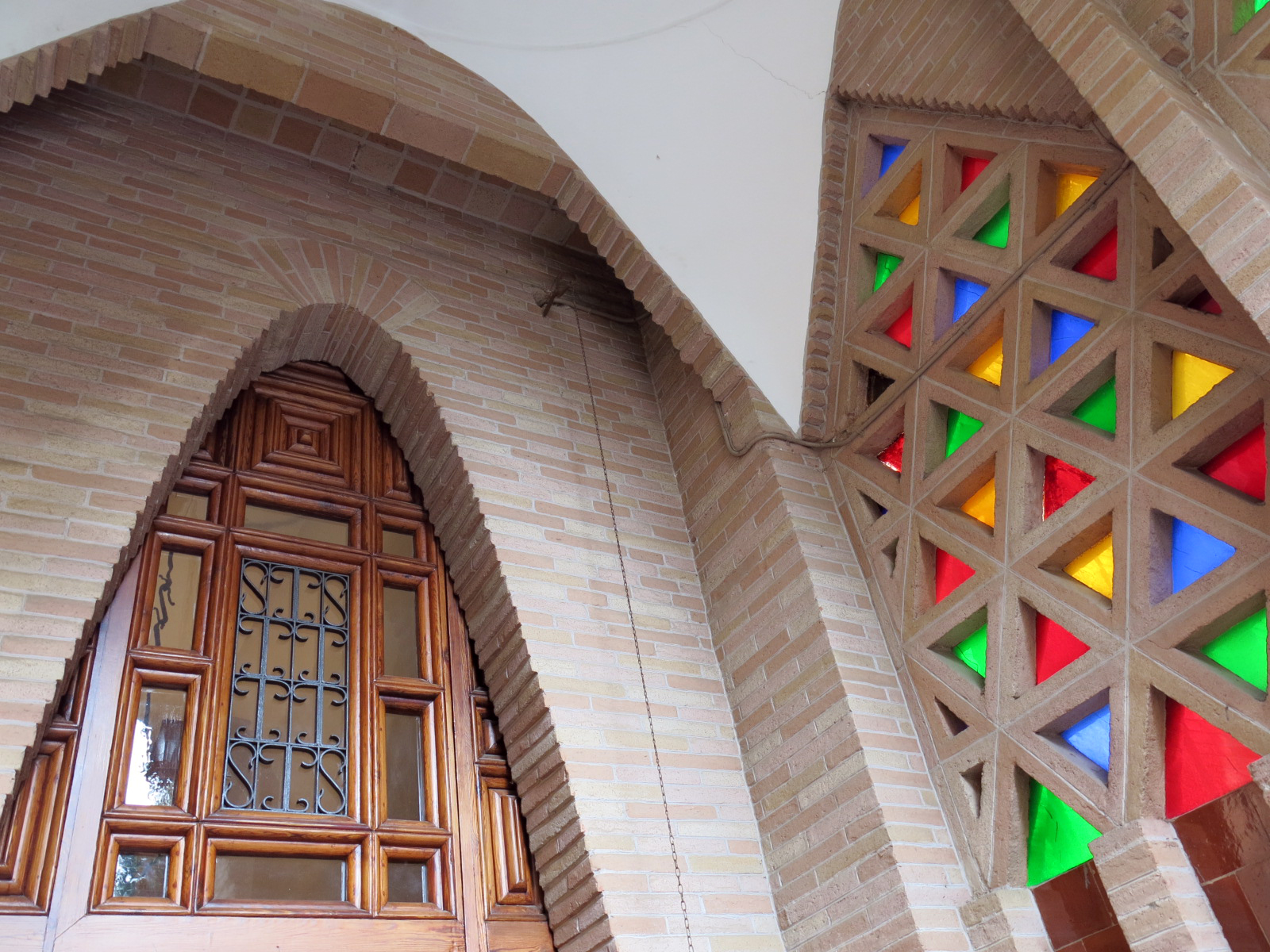
Vstupní atrium
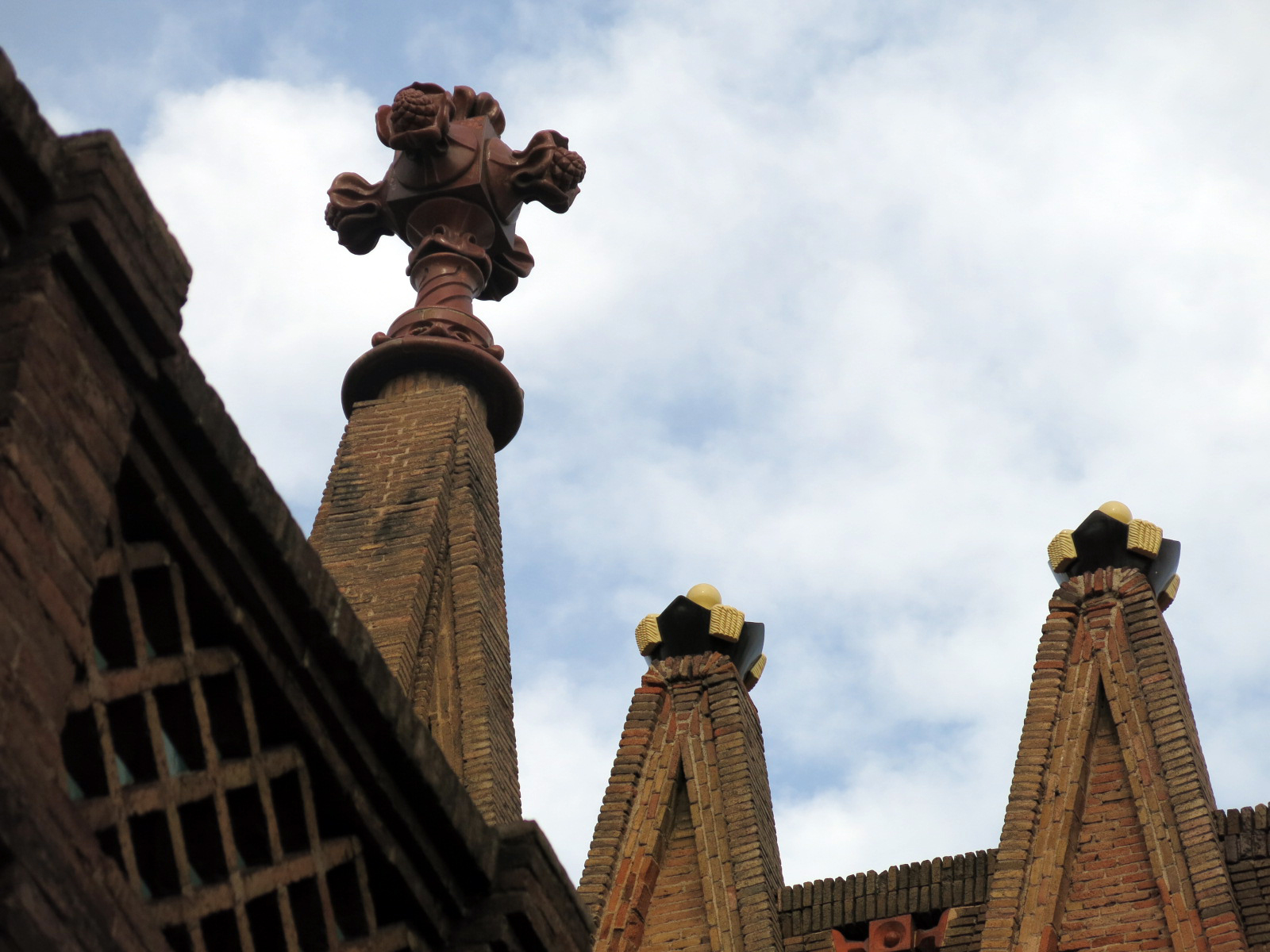
Fiála a cimbuří
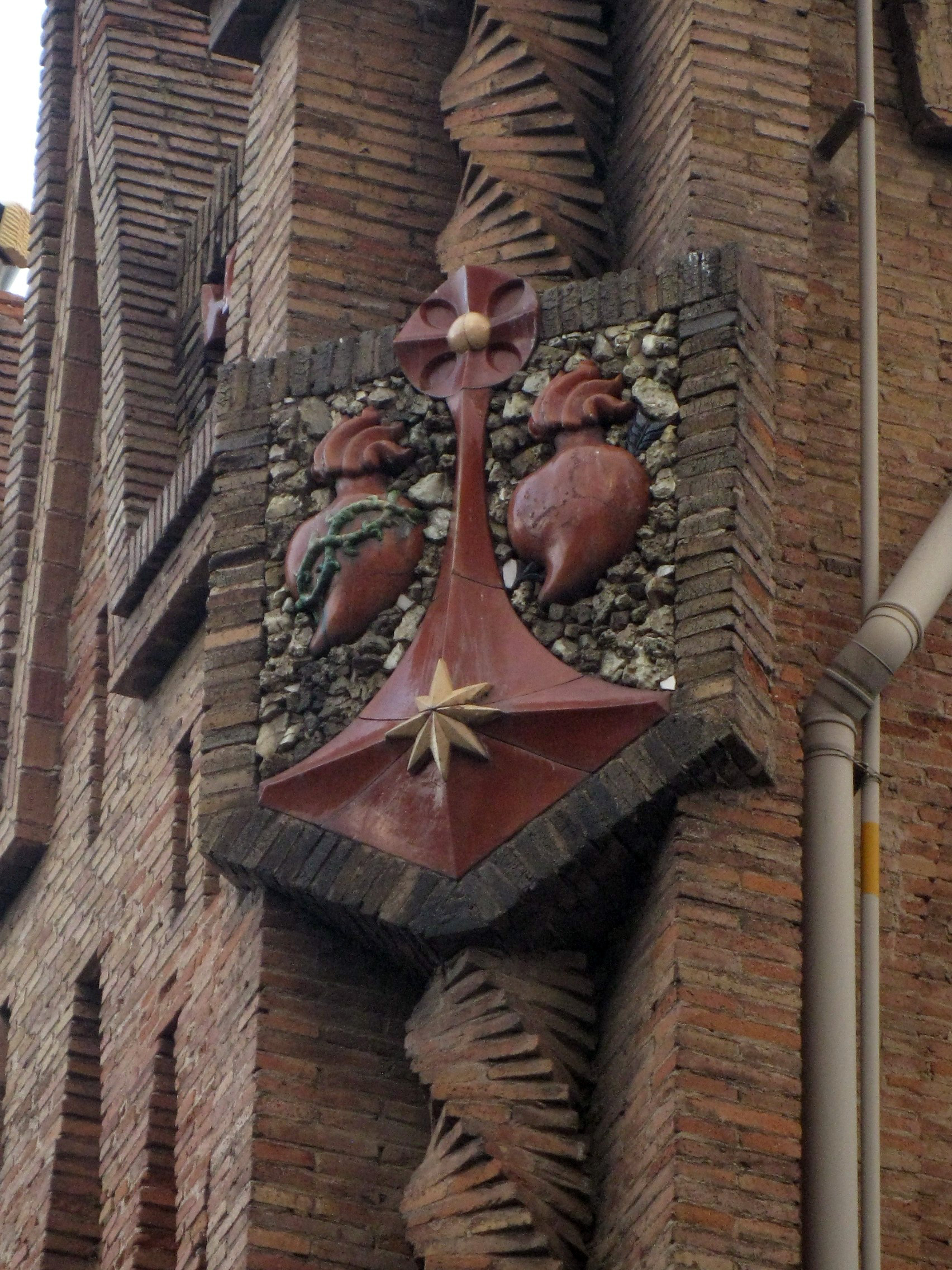
Znak společnosti
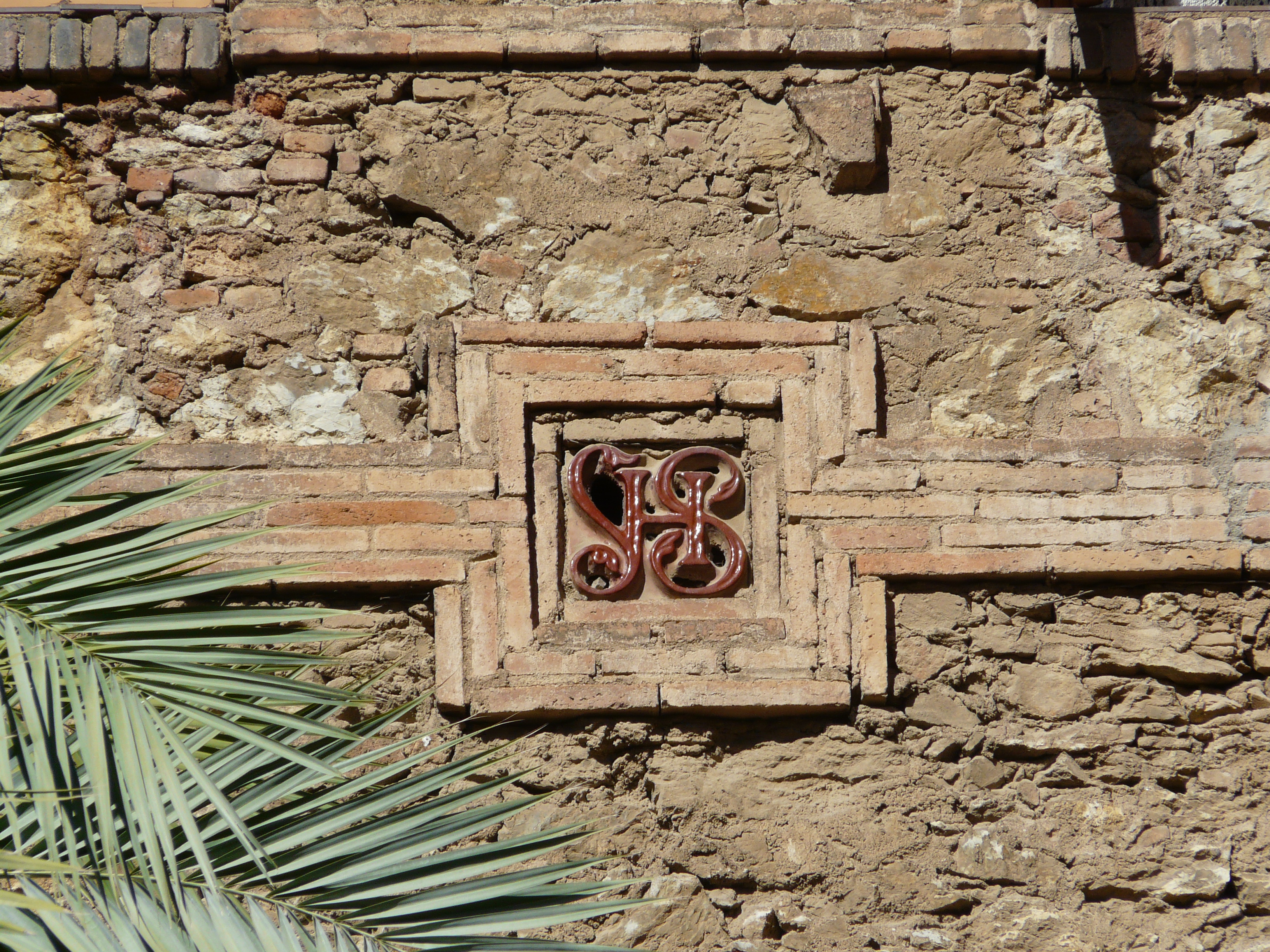
Monogram JHS
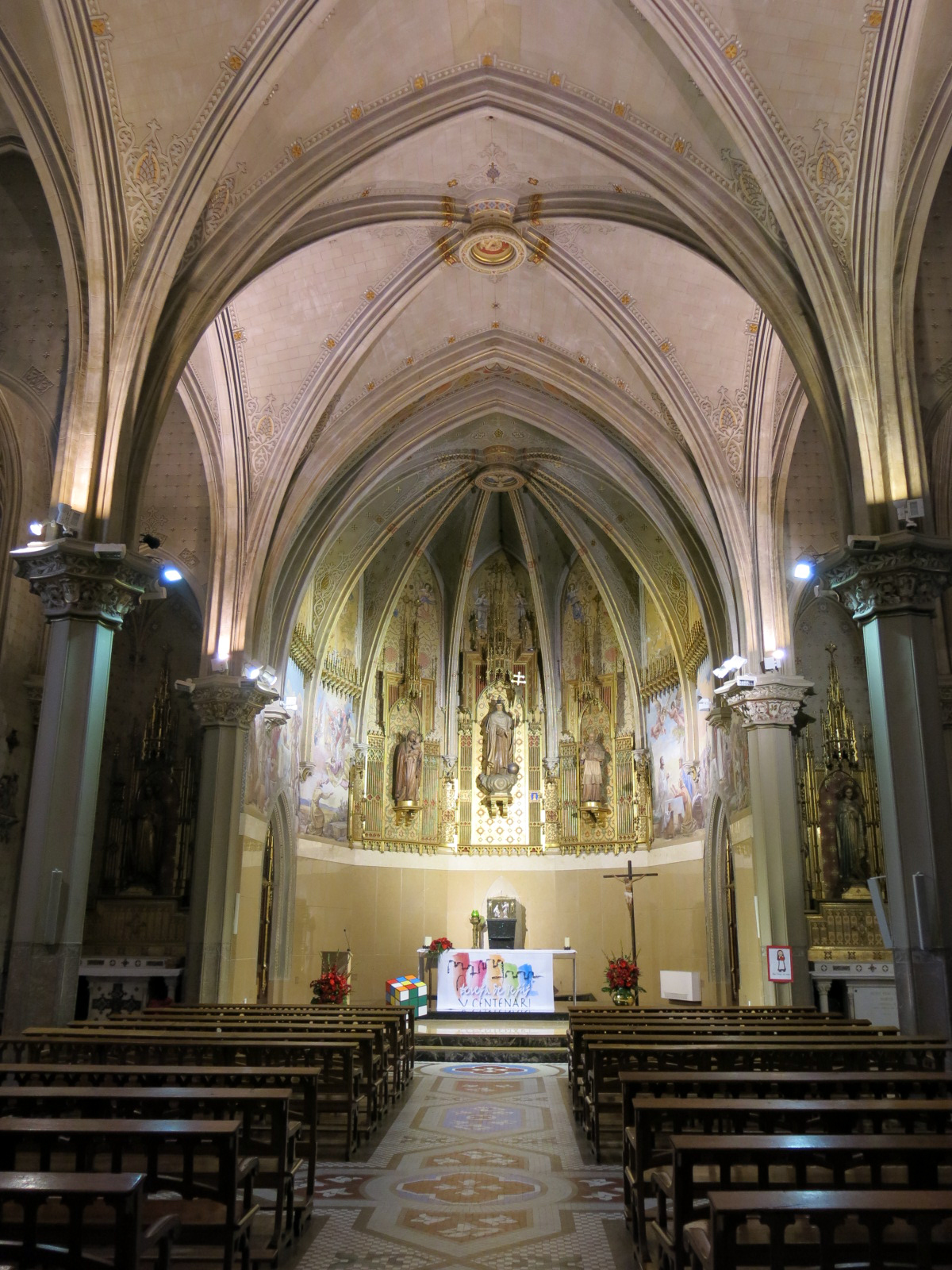
Interiér kaple
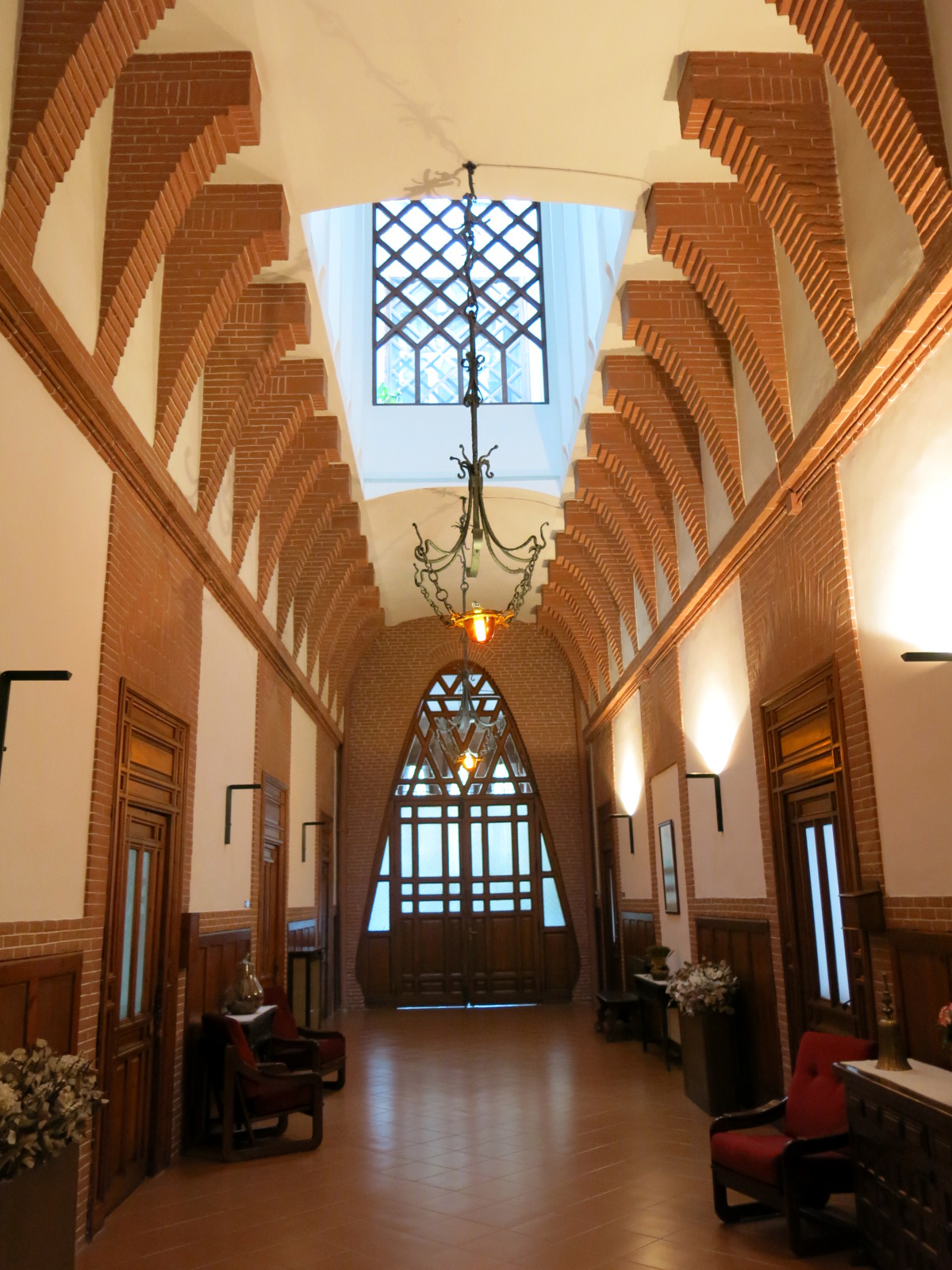
Chodba v prvním patře
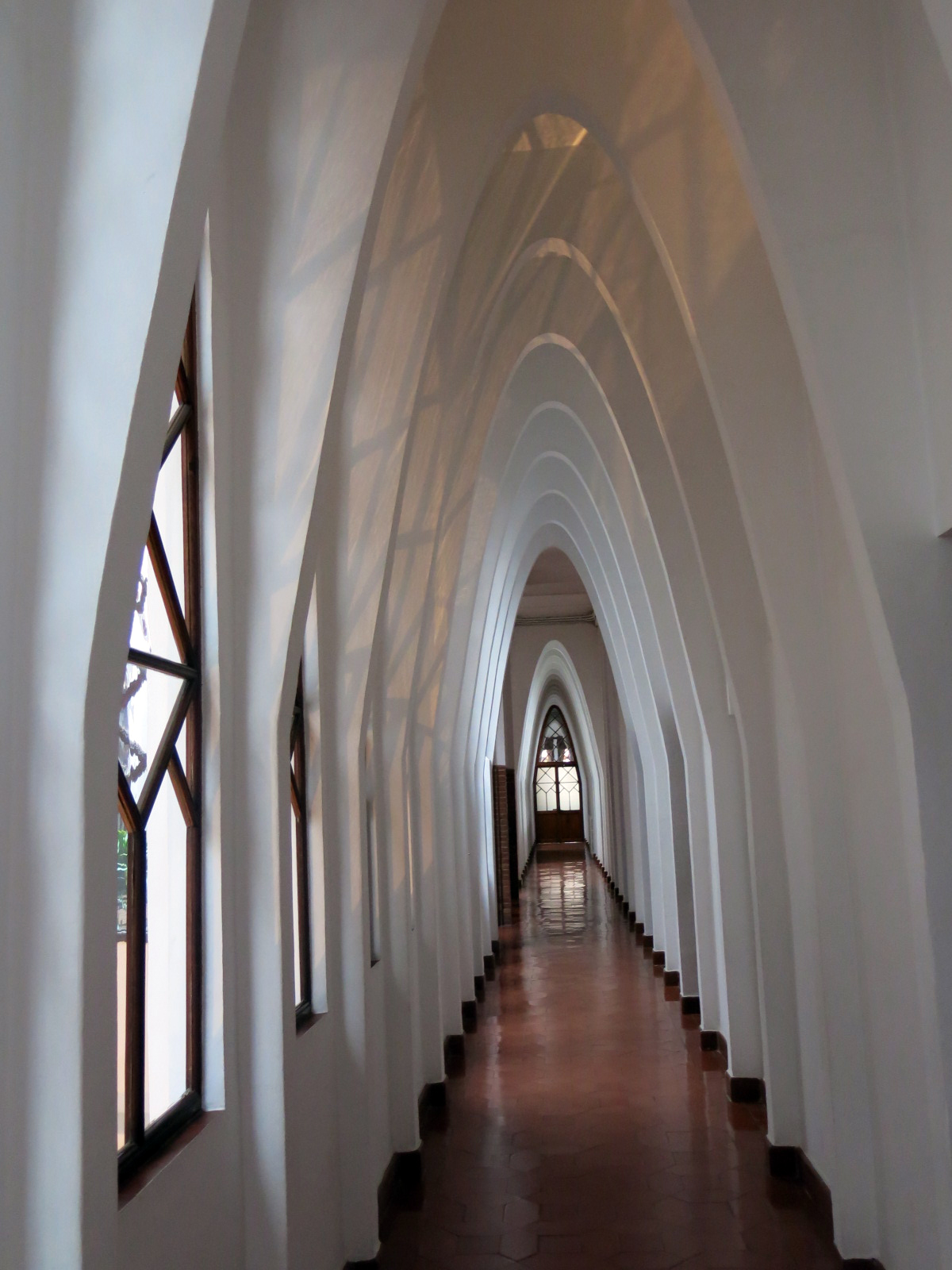
Chodba s parabolickými oblouky
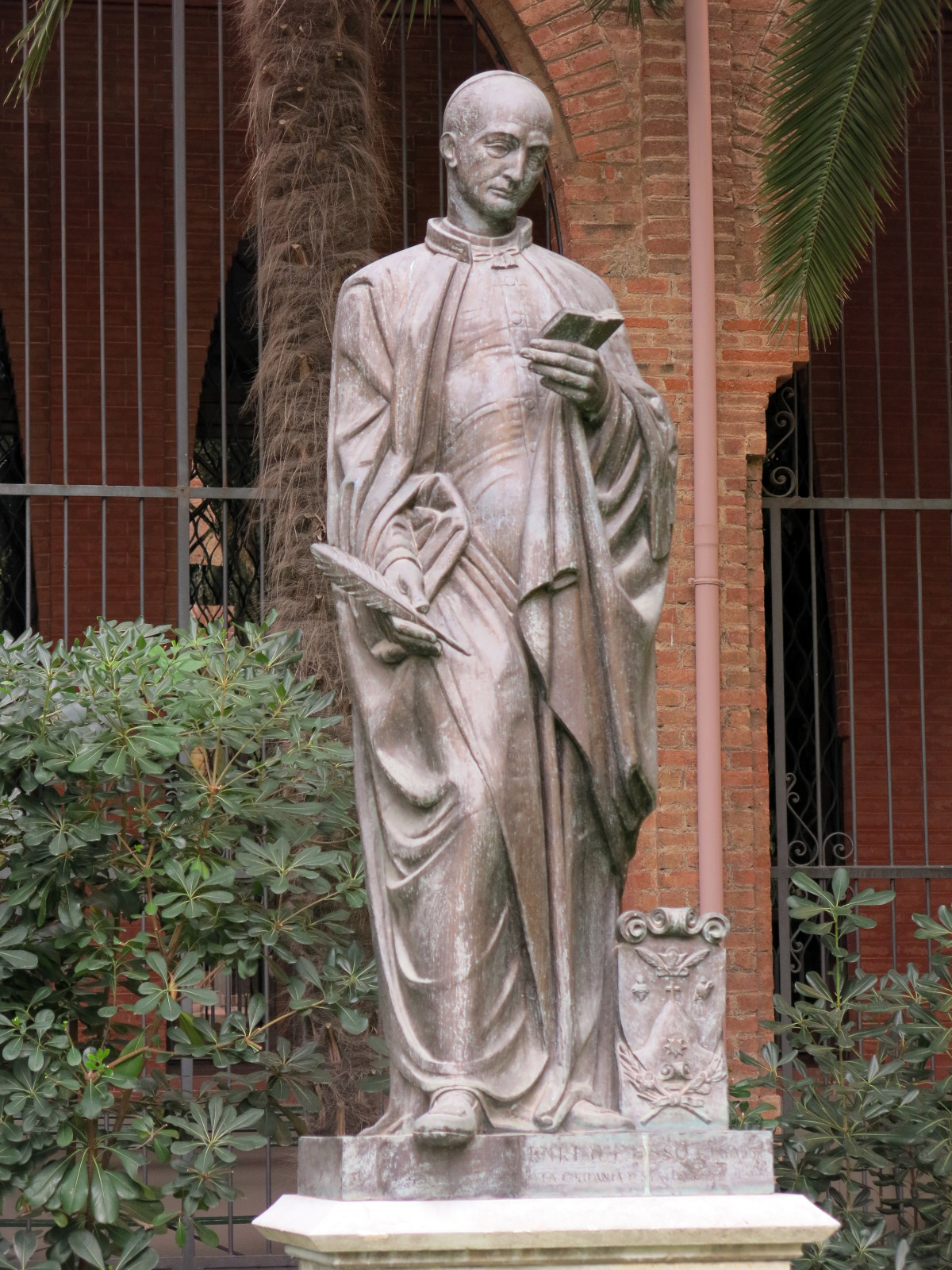
Socha zakladatele, svatého Enriqua de Ossó y Cervelló